# Zaraapelta
Zaraapelta nomadis is een plantenetende ornithischische dinosauriër, behorend tot de Ankylosauria, die tijdens het late Krijt leefde in het gebied van het huidige Mongolië.

## Vondst en naamgeving
In 2000 werd door Robert Gabbard, lid van een team onder leiding van Phil Currie, in de Gobiwoestijn een schedel gevonden van een ankylosauriër.
In 2014 werd de typesoort Zaraapelta nomadis benoemd en beschreven door Victoria Megan Arbour, eerst als een nomen ex dissertatione maar later dat jaar in een geldige publicatie samen met Philip John Currie en, postuum, de Mongoolse paleontologe Demchig Badamgarav. De geslachtsnaam is afgeleid van het Mongools zaraa, "egel", in verwijzing naar het stekelige voorkomen, en het Oudgrieks πέλτη, peltè, "klein schild", in verwijzing naar het pantser. De soortaanduiding verwijst naar het reisbureau Nomadic Expeditions dat veel paleontologische expedities in Mongolië georganiseerd heeft. Zij is de genitief van het Latijnse nomas, "nomade".
Het holotype, MPC D-100/1388, is gevonden in een laag van de Baruungoyotformatie die dateert uit het midden/late Campanien, ongeveer 75 miljoen jaar oud. Het bestaat uit een schedel die de snuitpunt mist. Het gaat vermoedelijk om een jongvolwassen exemplaar.

## Beschrijving

### Grootte en onderscheidende kenmerken
Zaraapelta is een middelgrote ankylosauride. De bewaarde lengte van de schedel is ongeveer veertig centimeter en de oorspronkelijke lengte moet minstens vijfenveertig centimeter bedragen hebben. Dat wijst op een lichaamslengte van rond de zes meter en een gewicht van rond de drie ton. Een vergelijking kan gemaakt worden met de wel complete schedel van het holotype van Saichania welke 455 millimeter bedraagt en waarvoor 5,2 meter de laagste gepubliceerde schatting van de lichaamslengte is.
Zaraapelta onderscheidt zich binnen de Ankylosauria door een hoorn op de hoek van het achterhoofd met een gladde kielrand die naar binnen abrupt overgaat in een korrelige textuur. Er bevinden zich veel osteodermen achter de oogkas, meer dan bij enige andere bekende ankylosauriër en in een ingewikkeld patroon.
Uit de formatie waarin Zaraapelta gevonden werd, zijn ook de nauwe verwanten Saichania en Tarchia (= Minotaurasaurus in de determinatie van Arbour) bekend due gebaseerd zijn op jongvolwassen exemplaren. Het is dus mogelijk dat het holotype van Zaraapelta slechts een oud individu van een van deze soorten vertegenwoordigt. Om dit uit te sluiten stelden de beschrijvers een nauwkeurige lijst van verdere verschillen vast. Zaraapelta onderscheidt zich van Saichania door de talrijke osteodermen vóór de oogkas, overigens een kenmerk dat gedeeld wordt met Tarchia/Minotaurasaurus; door het gescheiden zijn van de osteodermen op de supraorbitalia door een inkeping, zodanig dat twee punten boven de oogkas worden gevormd, gedeeld met Tarchia; door het niet doorlopen van de snuitplaatjes achter de achterrand van het middelste supraorbitale; door het minder uitsteken van de osteodermen op de achterrand van het schedeldak; doordat in bovenaanzicht het achterhoofd en de achterhoofdsknobbel gedeeltelijk zichtbaar zijn net als bij Tarchia.
Zaraapelta onderscheidt zich van Tarchia door een kleinere zijdelings uitstekende caputegula op het prefrontale; door een boekrolvormig turbinale in de neusholte aan de interne onderkant van het voorhoofdsbeen; door het niet doorlopen van de snuitplaatjes achter de achterrand van het middelste supraorbitale; door het vergroeien van het quadratum met de processus paraoccipitalis net als bij Saichania.
Het viel de beschrijvers al op dat de verschillen met Tarchia niet zeer groot waren. Daarbij zouden ze verklaard kunnen worden door individuele variatie en rijping. Het turbinale, essentieel voor het condenseren van water bij het uitademen, was ongetwijfeld ook bij Tarchia aanwezig, alleen niet verbeend. Het is denkbaar dat bij oudere dieren de achterste snuitplaatjes geleidelijk met de grote plaat op het achterhoofd versmolten. Ook de vergroeiing van quadratum en processus paraoccipitalis zou afhankelijk kunnen zijn van de ouderdom. Het meest duidelijk unieke kenmerk is de vreemde structuur van de hoorn op het squamosum. Nu heeft ook Tarchia daar een vreemd kenmerk: er bevindt zich een extra osteoderm vóór die hoorn. Dat suggereert dat Zaraapelta niet anders is dan een exemplaar van Tarchia waar op latere leeftijd die beenschub met de hoorn tot een grotere structuur versmolten is. De beschrijvers wezen dat scenario echter af met als argument dat van andere ankylosauriërs ook niet zulke grote leeftijdsgebonden veranderingen van de squamosale hoorns bekend zijn.

### Schedel
Het afgebroken neusbeen toont drie interne kanalen. Op de grens van de neusbeenderen en voorhoofdsbeenderen bevinden zich in het midden per zijde twee achter elkaar gelegen grote rechthoekige of trapeziumvormige caputegulae die piramidevormig bollend uitsteken. Aan weerszijden bevinden zich kleinere vierkante osteodermen. Midden tussen de oogkassen is het vlak van de voorhoofdsbeenderen ontbloot van onderscheidbare caputegulae hoewel er wel een pantserlaag zit; Saichania en Tarchia hebben die wel. Aan de onderkant heeft het voorhoofdsbeen een opgerold uitsteeksel, vermoedelijk het turbinale voor de reuk. Deze rol is niet verbonden met een groeve, anders dan bij een overeenkomstige structuur bij Euoplocephalus. Boven de oogkas heeft ieder supraorbitale een duidelijk uitstekende punt in bovenaanzicht. Onder de oogkas is het jukbeen relatief fors, hoger dan bij Tarchia of Pinacosaurus. De wandbeenderen hebben bovenop geen duidelijke beenplaatjes; achteraan vormen ze een rand waar het supraoccipitale van het achterhoofd net achter uitsteekt. De achterrand heeft twee weinig geprononceerde osteodermen. De squamosale hoorn op de achterhoek van het schedeldak heeft een unieke vorm. De bovenste snijrand is scherp en het bot aan weerszijden glad. Naast het gladde gedeelte bevindt zich aan de binnenkant en buitenkant een opstaande rand die de overgang vormt tot een verdiepte ruwe sector. De hoorn is piramidevormig en robuust. De wanghoorn op het quadratojugale is driehoekig met een holle achterrand. Anders dan bij Tarchia loopt de voorste binnenhoek van de hoorn zonder inkeping over in het jukbeen. Het oppervlak ervan is gladder dan de ruwe zone van de squamosale hoorn met wat groeven die van de punt uit waaiervormig naar boven lopen. In zijaanzicht bedekt deze hoorn het quadratum. Dit vierkantsbeen is vergroeid met de processus paroccipitalis, het quadratojugale en het pteryoïde. Onderaan vormt het quadratum het bovenste gewrichtsvlak van het kaakgewricht, welk vlak aan de binnenzijde de grootste knobbel heeft en driehoekig in onderaanzicht is.
De oogkas heeft de vorm van een staande rechthoek die iets naar achteren helt. Rond de oogkas ligt een beenring van vier platte bandvormige osteodermen. Een daarvan neemt de hele bovenkant en voorkant voor zijn rekening; een kortere de achterrand, zich rond de onderhoek buigend. Een klein rechthoekje ligt aan de voorste onderrand; de vierde draagt alleen met een punt bij aan de voorste onderhoek. Opvallend is het patroon van osteodermen achter de beenring van oogkas die de ruimte tussen de squamosale hoorn en de wanghoorn vullen. Aan de directe achterrand van de beenring liggen zes beenplaatjes gescheiden door ondiepe groeven. De bovenste twee zijn liggende rechthoeken en de rij neemt naar beneden in grootte af zodanig dat de onderste kleine driehoeken worden die. Hierachter liggen zeven kleinere vierkante osteodermen gescheiden door diepe groeven en meer onregelmatig geordend. Het geheel wordt afgesloten door een grote driehoekige caputegula aan de achterzijde die wat uitsteekt aan de achterrand van de schedel. Direct onder de squamosale hoorn liggen nog drie of vier kleine bulten, alsmede direct boven de wanghoorn. Deze osteodermen zijn vrij hoog maar bovenop sterk afgeplat zodat het geheel lijkt op een gebarsten modderlaag.
Op het achterhoofd zijn de grote uitsteeksels, de processus paroccipitales, iets naar beneden gebogen en niet met de squamosalia vergroeid. Ze steken in bovenaanzicht niet buiten de achterrand van het schedeldak uit. De achterhoofdsknobbel, de condylus occipitalis, is alleen door het onderliggende basioccipitale gevormd en niervormig in achteraanzicht. Ondanks dat de knobbel geen nek heeft steekt hij wél achter het schedeldak uit, net als bij Tarchia. Dit wordt hier veroorzaakt door de grote omvang van de condylus die weer de aanzienlijke grootte van de schedel als geheel weerspiegelt. De overgang tussen het basioccipitale en het basisfenoïde aan de onderzijde van de hersenpan heeft de vorm van een ruwe beennaad die dwars door de tubercula basilaria loopt, de kleine afhangende uitsteeksels. Naar voren loopt het basisfenoïde uit in twee grotere naar bezijden en voren gerichte uitsteeksels, de processus basipterygoidei. Ieder daarvan vergroeit weer met de achterkant van een pterygoïde. Iets hoger vergroeit het laterosfenoïde, van de zijkant van de hersenpan uit, met een beenplateau achter de oogkas, welk plateau voor een zo grote ankylosauride overigens tamelijk klein is. Het is ondiep en overspant maar de helft van de afstand tot de zijkant van de schedel. De voorkant van de hersenpan wordt gevormd door het dolkvormige uitsteeksel van het parasfenoïde. Bij veel ankylosauriden zijn dáárvoor nog verbeende kraakbeenelementen te vinden, het mesethmoïde en het sfenethmoïde maar die zijn bij het holotype van Zaraapelta niet aangetroffen en waren kennelijk voorlopig nog kraakbeen gebleven. Wel is een ectethmoïde aanwezig tussen de reuklobben en de oogkas, een beenlaag die onder het rolvormige uitsteeksel van het voorhoofd ligt.
In het verhemelte is het pterygoïde vergroeid met de processus basipterygoideus van de hersenstam, zoals bij Saichania. De vleugel richting schedelwand steekt naar voren en bezijden uit en vormt een horizontale plaat zonder naar voren te verwringen zoals bij Tarchia.

## Fylogenie
Zaraapelta is in de Ankylosauridae geplaatst, als zustersoort van Tarchia kielanae.

## Levenswijze
Uit het voorkomen van drie verwante ankylosauriërs in dezelfde habitat, hebben de beschrijvers afgeleid dat die qua voedselopbrengst productiever was dan eerder aangenomen en ook dat ankylosauriërs een belangrijk deel van de biomassa moeten hebben vertegenwoordigd. De verschillen in kopversiering dienden wellicht ter soortherkenning; de hoorns en het "esthetische" patroon van osteodermen achter de ogen hadden misschien ook een functie in de seksuele selectie: ze waren dan aantrekkelijk voor potentiële partners in de voortplanting.